# Charles W. Adams
Charles W. Adams est un général américain de l'Union. Il est né le 31 mai 1834 à New York et est mort le 8 mars 1909 à Oakland en Californie. Il est inhumé au cimetière Mountain view à Oakland. Il est l'époux de Ellie Lane, fille du général James Henry Lane, sénateur du Kansas.
Le 30 septembre 1862, il est nommé colonel dans le 12e régiment d'infanterie du Kansas et participe à la Bataille de Jenkins' Ferry, le 30 avril 1864, lors de l'expédition de Camden.
Il est breveté général de brigade le 13 mars 1865 et devient, après sa démobilisation, employé au Trésor américain.